# Saint-Hilaire-sur-Erre

Saint-Hilaire-sur-Erre este o comună în departamentul Orne, Franța. În 1 ianuarie 2022 avea o populație de 486 de locuitori.